# 努古里亞群島

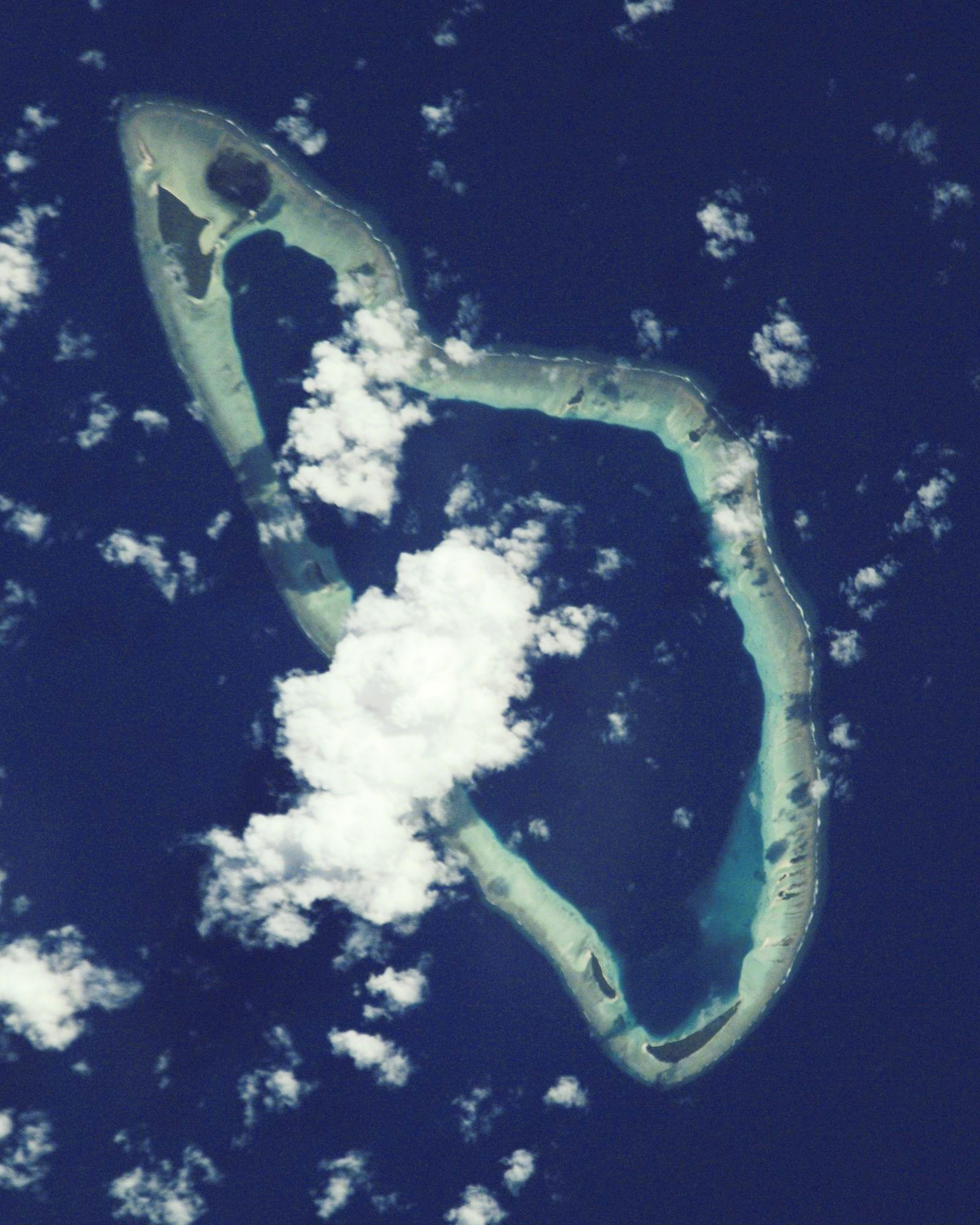
努古里亞群島北環礁衛星圖

努古里亞群島（英語：Nuguria）是巴布亞新畿內亞布干维尔自治区的群島，位於新愛爾蘭島東北200公里的太平洋海域，由二個環礁、約50座島嶼組成，總土地面積10平方公里，2000年人口502。

## 外部連結
- Oceandots page on  the Islands（页面存档备份，存于）

3°20′00″S 154°45′00″E / 3.33333°S 154.75°E